# Le inchieste del commissario Maigret
Le inchieste del commissario Maigret (littéralement « Les enquêtes du commissaire Maigret ») est une série télévisée italienne en seize épisodes de 100 à 200 minutes en noir et blanc, tiré de nombreux romans et récits de Georges Simenon, dont le protagoniste est le commissaire Maigret, réalisée par Mario Landi, et diffusée du 27 décembre 1964 au 17 septembre 1972 sur la RAI.
La série a été très réussie : la dernière saison (1972) a été suivie par dix-huit millions et demi de téléspectateurs.

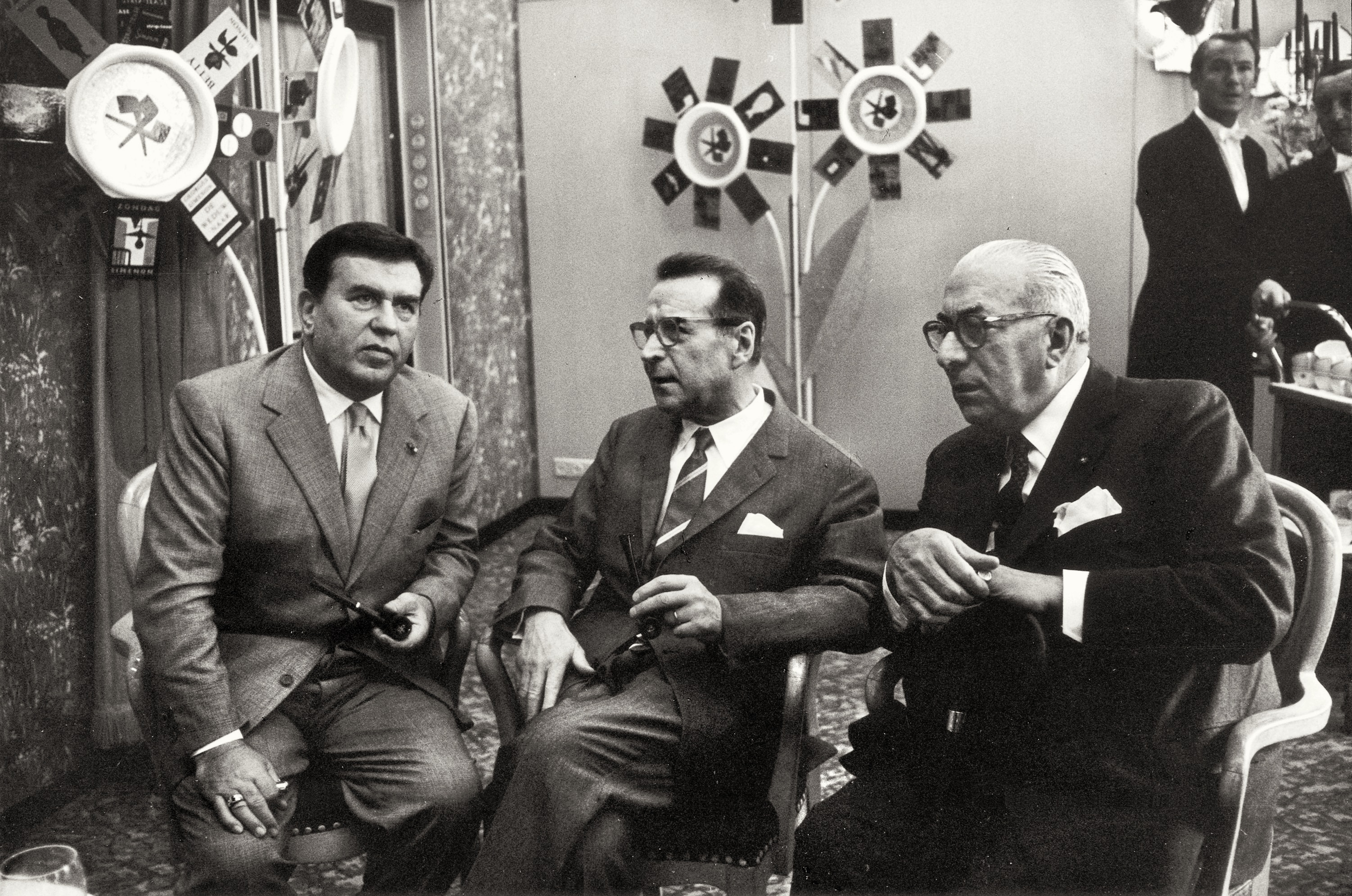
L'acteur Gino Cervi avec l'auteur des romans Georges Simenon et l'éditeur italien Arnoldo Mondadori.

Cette série est inédite dans tous les pays francophones. Elle était connue néanmoins par Georges Simenon, qui se félicita pour l'interprétation du protagoniste Gino Cervi.

## Fiche technique
- Réalisation : Mario Landi
- Adaptation : Romildo Craveri, Diego Fabbri, Mario Landi, Umberto Ciappetti, Amleto Micozzi
- Musique originale : Gino Marinuzzi Jr., Carlo Arden

## Distribution
- Gino Cervi : commissaire Maigret
- Andreina Pagnani : Mme Maigret
- Mario Maranzana (it) : inspecteur Lucas
- Manlio Busoni (it) : inspecteur Torrence
- Daniele Tedeschi (it) : inspecteur Janvier
- Gianni Musy : le jeune Lapointe
- Oreste Lionello : Dr Moers
- Franco Volpi : juge Coméliau
- Edoardo Toniolo : directeur de la police
- Rino Genovese (it) : l'huissier Leopold

D'autres acteurs célèbres ont participé à des épisodes précis
Sergio Tofano (L'affare Picpus, Il cadavere scomparso), Leopoldo Trieste (Maigret e i diamanti), Gian Maria Volonté (Una vita in gioco), Marisa Merlini (Il pazzo di Bergerac), Arnoldo Foà (La chiusa), Ugo Pagliai (Una vita in gioco, La vecchia signora di Bayeux), Andrea Checchi (Un Natale di Maigret, La chiusa), Marina Malfatti (L'ombra cinese), Giuseppe Pambieri (Maigret in pensione), Loretta Goggi (Non si uccidono i poveri diavoli).
D'autres acteurs moins connus, la plupart acteurs de théâtre, (dans l'ordre alphabétique)
Lydia Alfonsi (L'ombra cinese), Carlo Alighiero (La vecchia signora di Bayeux, Maigret sotto inchiesta), Irene Aloisi (Non si uccidono i poveri diavoli), Gabriella Andreini (Un'ombra su Maigret, L'ombra cinese, Maigret e l'ispettore sfortunato, Maigret in pensione), Lia Angeleri (Un Natale di Maigret), Ennio Balbo (Un'ombra su Maigret), Aldo Barberito (La vecchia signora di Bayeux, Il ladro solitario), Mario Bardella (L'ombra cinese), Cesco Baseggio (Maigret sotto inchiesta), Antonio Battistella (L'ombra cinese, Maigret e l'ispettore sfortunato), Marco Bonetti (Maigret in pensione), Andrea Bosic (Non si uccidono i poveri diavoli), Mariolina Bovo (L'affare Picpus, Maigret e i diamanti), Mercedes Brignone (L'affare Picpus), Pier Paola Bucchi (Maigret sotto inchiesta), Paolo Carlini (Il pazzo di Bergerac), Antonio Casagrande (L'affare Picpus), Luigi Casellato (Un'ombra su Maigret), Franco Castellani (La vecchia signora di Bayeux), Vittorio Congia (Maigret in pensione), Mico Cundari (Il ladro solitario, Maigret in pensione), Umberto D'Orsi (L'innamorato della signora Maigret), Nino Dal Fabbro (Maigret sotto inchiesta), Elena de Merik (Un Natale di Maigret, Maigret e i diamanti, Il ladro solitario), Antonella Della Porta (La chiusa, Il ladro solitario), Vittoria Di Silverio (La vecchia signora di Bayeux), Gino Donato (Un'ombra su Maigret), Jacqueline Dulac (Maigret e i diamanti), Mirko Ellis (Un'ombra su Maigret), Mario Feliciani (La vecchia signora di Bayeux, Maigret e i diamanti), Jole Fierro (L'affare Picpus, Maigret sotto inchiesta), Corrado Gaipa (Maigret in pensione), Giovanna Galletti (Il ladro solitario), Gianni Garko (L'ombra cinese), Ileana Ghione (Maigret e l'ispettore sfortunato), Gabriella Giacobbe (L'affare Picpus), Giulio Girola (Non si uccidono i poveri diavoli, Il pazzo di Bergerac), Carlo Hintermann (L'innamorato della signora Maigret), Gino Lavagetto (Una vita in gioco, Il ladro solitario), Loris Loddi (L'innamorato della signora Maigret, Il cadavere scomparso), Angela Luce (Il pazzo di Bergerac), Renato Lupi (Un'ombra su Maigret, Maigret sotto inchiesta, Maigret in pensione), Walter Maestosi (Una vita in gioco), Michele Malaspina (Non si uccidono i poveri diavoli), Evi Maltagliati (L'affare Picpus), Augusto Mastrantoni (Non si uccidono i poveri diavoli), Anna Mazzamauro (La vecchia signora di Bayeux), Gilberto Mazzi (L'affare Picpus), Franca Mazzoni (Un'ombra su Maigret, Non si uccidono i poveri diavoli), Adriano Micantoni (Maigret e i diamanti), Diego Michelotti (Un'ombra su Maigret, Il pazzo di Bergerac), Anna Miserocchi (L'ombra cinese), Luigi Montini (Maigret e l'ispettore sfortunato), Corrado Olmi (Il ladro solitario), Orazio Orlando (Un'ombra su Maigret), Giuseppe Pagliarini (La vecchia signora di Bayeux), Quinto Parmeggiani (Un'ombra su Maigret, Maigret e i diamanti), Nino Pavese (L'affare Picpus), Didi Perego (L'innamorato della signora Maigret), Gino Pernice (L'ombra cinese, Non si uccidono i poveri diavoli, L'innamorato della Signora Maigret), Giuseppe Pertile (L'affare Picpus, Il cadavere scomparso), Antonio Pierfederici (Maigret sotto inchiesta), Giusi Raspani Dandolo (Un'ombra su Maigret), Luisa Rivelli (Una vita in gioco), Valeria Sabel (Il cadavere scomparso), Gina Sammarco (L'ombra cinese), Vittorio Sanipoli (Maigret sotto inchiesta), Loredana Savelli (L'affare Picpus), Franco Scandurra (en) (Un'ombra su Maigret, L'ombra cinese, Maigret e i diamanti, Il pazzo di Bergerac), Carmen Scarpitta (La vecchia signora di Bayeux), Tino Schirinzi (La vecchia signora di Bayeux), Leonardo Severini (L'ombra cinese), Stefano Sibaldi (Non si uccidono i poveri diavoli), Franco Silva (La vecchia signora di Bayeux, Il ladro solitario), Gianni Solaro (Maigret e l'ispettore sfortunato), Edda Soligo (L'affare Picpus, Il cadavere scomparso), Ivano Staccioli (L'affare Picpus), Silvano Tranquilli (L'innamorato della signora Maigret), Lino Troisi (Il cadavere scomparso), Mila Vannucci (Un'ombra su Maigret, Maigret e i diamanti), Jolanda Verdirosi (Non si uccidono i poveri diavoli) et Nietta Zocchi (L'affare Picpus).

## Chanson thème
Dans la première saison, la chanson thème était Le Mal de Paris, de Marcel Mouloudji. Dans le second la chanson Un giorno dopo l'altro (un jour après l'autre), du chanteur Luigi Tenco (dans la version française, écrit par Jacques Chaumelle et intitulé Le temps file ses jours) ; pour la troisième saison a été utilisé Frin Frin Frin de Tony Renis (la mélodie pour les crédits d'ouverture), tandis que pour les quatrièmes deux chansons interprétées par la chanteuse Amanda : Il respiro di Parigi (L'haleine de Paris) pour le générique d'ouverture, et Se non ci sei tu (Si tu n'y es pas / Si ce n'est pas toi) en finale.

## Épisodes
La série a été divisée en quatre saisons, pour un total de trente-cinq épisodes, et diffusée sur Rai Uno de 1964 à 1972.
Première saison
- Un'ombra su Maigret (Une ombre sur Maigret), tiré du roman Cécile est morte, diffusée en trois épisodes, le 27 décembre 1964, et le 1er-3 janvier 1965
- L'affare Picpus (L'Affaire Picpus), tiré du roman Signé Picpus, diffusée en trois épisodes (10, 15 et 17 janvier 1965)
- Un Natale di Maigret (Un Noël de Maigret), tiré du roman homonyme, diffusée en un seul épisode le 10 janvier 1965
- Una vita in gioco (Une vie en jeu), tiré du roman La tête d'un homme diffusée en trois épisodes (le 7, 12 et 14 février 1965)

Deuxième saison
- Non si uccidono i poveri diavoli, tiré du roman On ne tue pas les pauvres types, diffusée en deux épisodes (le 20 et 27 février 1966)
- L'ombra cinese, tiré du roman L'Ombre chinoise, diffusée en quatre épisodes (le 6, 13, 20 et 27 mars 1966)
- La vecchia signora di Bayeux, tiré de le nouvelle La Vieille Dame de Bayeux, diffusée en un seul épisode le 3 avril 1966
- L'innamorato della signora Maigret, tiré de la nouvelle L'Amoureux de madame Maigret, diffusée en un seul épisode le 17 avril 1966

Troisième saison
- Maigret e i diamanti (Maigret et les diamants), tiré du roman La Patience de Maigret, diffusée en trois épisodes (le 19 et 26 mai et le 2 juin 1968)
- Il cadavere scomparso (Le cadavre disparu), tiré de la nouvelle Le Témoignage de l'enfant de chœur, diffusée en un seul épisode le 7 juillet 1968.
- Maigret e l'ispettore sfortunato (Maigret et l'inspecteur malheureux), tiré de la nouvelle Maigret et l'Inspecteur malgracieux), diffusée en un seul épisode le 9 juillet 1968.
- La chiusa, tiré du roman L'Écluse numéro 1, diffusée en trois épisodes (le 14, 21 et 28 juillet 1968)
- Maigret sotto inchiesta (Maigret sous enquête), tiré du roman Maigret se défend, diffusée en trois épisodes (le 4, 11 et 18 août 1968)

Quatrième saison
- Il pazzo di Bergerac, tiré du roman Le Fou de Bergerac, diffusée en deux épisodes (le 2 et 3 septembre 1972)
- Il ladro solitario (Le voleur solitaire), tiré du roman Maigret et le Voleur paresseux, diffusée en deux épisodes (le 9 et 10 septembre 1972)
- Maigret in pensione (Maigret a pris sa retraite), tiré du roman Maigret, diffusée en deux épisodes (le 16 et 17 septembre 1972)